# Кохання літньої людини
Кохання літньої людини (рос. Любовь немолодого человека) — радянська сімейна стрічка 1990 року режисера Рубена Мурадяна. Прем'єра фільму відбулась у січні 1991 року.

## Синопсис
Володимир Синельников (В'ячеслав Шалевич) їде на південь зі своєю чарівною коханкою Олею (Ольга Кабо). При цьому каже дружині, що відправляється рибалити на Соловки. А вона теж їде на південь … до коханця Гіві. За збігом обставин вони вселилися в той самий готель, що й Володимир з Ольгою. Випадково побачивши невірну дружину, Володимир бере її під спостереження…

## У ролях
| Актор                      | Роль                                              |
| -------------------------- | ------------------------------------------------- |
| В'ячеслав Шалевич          | Володимир Синельников, лікар, головна роль        |
| Ольга Кабо                 | Ольга, коханка Володимира, головна роль           |
| Людмила Чурсіна            | Ірина Синельникова, дружина Володимира            |
| Петро Щербаков             | Василь Петрович, доглядач старого цвинтаря у Сочі |
| Михайло Кокшенов           | Микола, сантехнік готелю                          |
| Володимир Разумовський     | фотограф                                          |
| Сергій Сілкін              | Гіві                                              |
| Юрій Хлопецький            | епізодична роль                                   |
| Тамара Жемчугова-Бутирська | епізодична роль                                   |

## Творчий колектив
- Режисер-постановник: Рубен Мурадян
- Сценарист-постановник: Ярослав Філіппов
- Оператор-постановник: Олександр Рябов
- Композитор: Ігор Гранов
- Художник-постановник: Рубен Мурадян
- Монтажер: Елеонора Праксіна